# Alain Le Guen
Pour les articles homonymes, voir Le Guen.
Alain Le Guen (ou Leguen) est un homme politique breton et français, né le 18 mars 1926 à Plouha (Côtes-du-Nord) et mort le 13 mai 2016 à Sucé-sur-Erdre (Loire-Atlantique),.

## Biographie
Membre du MRP, il est député de la quatrième circonscription des Côtes-du-Nord pendant deux mandats, de 1958 à 1967.
Il est conseiller général du canton de Plouha de 1964 à 1979. Il est maire de sa commune natale de 1971 à 1977.